# Championnat de F3000 italienne 1999
Le championnat de F3000 italienne 1999 a été remporté par le pilote italien Giorgio Vinella sur une monoplace de l'écurie Team Martello.

## Règlement
- Tous les pilotes roulent avec des véhicules Lola T96/50, à moteur Zytek.
- L'attribution des points s'effectue selon le barème 10,6,4,3,2,1.

## Courses de la saison 1999
| Date        | Lieu       | Vainqueur             | Nationalité    | Equipe            |
| 6 juin      | Vallelunga | Marco Apicella        | Italie         | Monaco Motorsport |
| 27 juin     | Monza      | Marcelo Battistuzzi   | Brésil         | Redgrave Racing   |
| 18 juillet  | Pergusa    | Giorgio Vinella       | Italie         | Team Martello     |
| 8 août      | Donington  | Werner Lupberger (en) | Afrique du Sud | Edenbridge Racing |
| 5 septembre | Misano     | Marco Apicella        | Italie         | Monaco Motorsport |
| 3 octobre   | Misano     | Giorgio Vinella       | Italie         | Team Martello     |
| 24 octobre  | Imola      | Dino Morelli          | Royaume-Uni    | Coloni Motorsport |

## Classement des pilotes
| Classement | Pilote                | Pays           | Equipe                            | Nombre de points |
| ---------- | --------------------- | -------------- | --------------------------------- | ---------------- |
| 1er        | Giorgio Vinella       | Italie         | Team Martello                     | 31               |
| 2e         | Werner Lupberger (en) | Afrique du Sud | Edenbridge Racing                 | 27               |
| 3e         | Marco Apicella        | Italie         | Monaco Motorsport                 | 20               |
| 4e         | Thomas Biagi          | Italie         | GP Racing                         | 16               |
| 5e         | Marcelo Battistuzzi   | Brésil         | Redgrave Racing Coloni Motorsport | 13               |
| 5e         | Dino Morelli          | Royaume-Uni    | Coloni Motorsport                 | 13               |
| 7e         | Gabriele Lancieri     | Italie         | Sighinolfi Autoracing             | 13               |
| 8e         | Mark Shaw             | Royaume-Uni    | Redgrave Racing                   | 9                |
| 8e         | Paolo Montin          | Italie         | Durango                           | 9                |
| 10e        | Alex Yoong            | Malaisie       | Monaco Motorsport                 | 8                |
| 11e        | Polo Villaamil        | Espagne        | Coloni Motorsport                 | 4                |
| 13e        | Paolo Ruberti         | Italie         | Team Ghinzani                     | 4                |
| 12e        | Ananda Mikola         | Indonésie      | Edenbridge Racing                 | 4                |
| 14e        | Oliver Martini        | Italie         | Sighinolfi Autoracing             | 3                |
| 15e        | Cesare Manfredini     | Italie         | ADM Competizione                  | 2                |
| 15e        | Giandomenico Brusatin | Colombie       | Team Martello                     | 2                |
| 15e        | Kristian Kolby        | Danemark       | Coloni Motorsport                 | 2                |
| 18e        | Ricardo Moscatelli    | Italie         | Moscatelli Prema                  | 1                |
| 18e        | Viktor Maslov         | Russie         | Arden International               | 1                |